# Hostegisme
L’hostegisme fou un conflicte teològic relatiu a l'antropomorfisme sorgit a Còrdova cap a l’any 862 que atribuïa a Déu figura humana, i altres doctrines herètiques que menyscabaven l’ortodòxia de l'Església.
Promogut per Hostegesis (845-864), bisbe de Màlaga, en difondre doctrines errònies contra la fe, aliant-se amb els heresiarques Romà i Sebastià, pare i fill, que propagaven l'antropomorfisme amb ajut del govern musulmà. L’objectiu era apropar la seva religió a l'islam, enfront de les doctrines ortodoxes de Samsó (810-890), prevere de l’església de Sant Zoilo i abat del monestir de Sant Salvador de Penyamel·lària, davant el temor que es donés un nou cisma a l'Església de Còrdova.
L’error principal que difonien va ser el d’atribuir a Déu figura humana i, per tant, només podia ser present a les seves criatures per subtilitat, afirmant que Déu està en totes les coses, no per essència, sinó per subtilesa. Un altre error que predicaven va ser el que Jesucrist havia estat concebut al cor de la Maria i no al seu ventre; al contrari, Samsó afirmava que Déu és present per la seva essència i substància a tot arreu i Jesucrist havia pres la nostra carn al ventre de Maria.
Per tal d’erradicar aquestes heretgies fou convocat el concili de Còrdova de 862 pel bisbe Hostegesis de Málaga, a instància de l’emir Muhammad I (852-886), i presidit per Valenci (862-875), bisbe de Còrdova, amb l’únic tema de l'antropomorfisme.
La font d’aquest concili es troba a l’obra de l’abat Samsó en el Llibre II denominat Apologeticus contra pérfidos, localitzat a l’Arxiu-Biblioteca Capitular de Toledo al còdex T Matritensis, originari de Còrdova del segle IX.  Ho va escriure el 864 per defensar-se de les acusacions abocades contra la seva persona pel bisbe Hostegesis, considerat líder dels antropomorfistes i posar així al descobert els errors teològics a la doctrina d’aquest. Es va tenir noticia del concili quan publicà aquesta obra P. Flórez a España Sagrada.
A l’Apologeticus es troba inserida la declaració de fe o creduletes que l’abat Samsó va presentar als bisbes a Còrdova per al concili, juntament amb els textos de la sentència dictada per Hostegesis en el mateix concili, i la confessió dogmàtica que Hostegesis va enviar a la seu de Tucci amb el nom dels bisbes que comunicaven amb ell, en saber que l’abat Samsó s'hi trobava refugiat. Amb l’Apologeticus van quedar resoltes les disputes sobre les doctrines herètiques predicades per Hostegesis a l’església de Còrdova.